# 深圳市第二外国语学校
深圳第二外国语学校（英文：Shenzhen Second Foreign Languages School，缩写为SSFLS），简称深二外，是广东省深圳市的一所公办全寄宿制普通高中，位于深圳市龙华区福城街道大水坑。深二外于2010年建校，2013年首届高考重本率约22.13%，本科率100%，其后五年获得深圳市高考工作卓越奖。

## 历任校长
2010年-2014年：衷敬高
2014年-2018年：黄海强
2018年-2019年：黄汉波
2019年-今：王东文